# Valeriy Chmarov
Valeriy Chmarov, en ukrainien : Валерій Миколайович Шмаров, est un homme politique ukrainien né le 14 août 1945 et décédé le 14 octobre 2018 qui occupait le poste de ministre de la défense d'Ukraine.
Il a été le Ministre de la défense d'Ukraine de 1994 à 1996 dans le Gouvernement Massol II, il fut député de la IIIe rada d'Ukraine de 1998 à 2002 et avant cela vice-Premier ministre chargé du complexe industrialo-militaire du Gouvernement Koutchma.